# Championnats de Tunisie d'athlétisme 2017
Navigation
2016 2018
Les championnats de Tunisie d'athlétisme 2017 sont une compétition tunisienne d'athlétisme disputée en 2017 et qui se déroule en trois phases, respectivement pour les épreuves de marche, les épreuves combinées et les épreuves sur piste. Seuls des résultats incomplets de ces dernières sont disponibles sur le site de la Fédération tunisienne d'athlétisme. Ils sont précédés par les finales nationales cadets, juniors et seniors disputées entre le 1er et le 3 juillet.
Le Club municipal d'athlétisme de Kairouan, qui obtient au moins dix titres, domine largement cette compétition.

## Palmarès
| Discipline             | Hommes                  | Hommes         | Femmes                                  | Femmes         |
| ---------------------- | ----------------------- | -------------- | --------------------------------------- | -------------- |
| 100 m                  | -                       | -              | Abir Barkaoui                           | 12 s 63        |
| 200 m                  | -                       | -              | -                                       | -              |
| 400 m                  | Ali Said                | 47 s 97        | Hallouma Jerfal                         | 59 s 17        |
| 800 m                  | Iskander Jhinaoui       | 1 min 55 s 28  | Marwa Nasri                             | 2 min 12 s 43  |
| 1 500 m                | Ahmed Jaziri            | 3 min 48 s 11  | Haifa Tarchoun                          | 4 min 42 s 67  |
| 5 000 m                | Mounir Ouled Ahmed      | 15 min 47 s 00 | Soumaya Dhahri                          | 18 min 45 s 14 |
| 10 000 m               | Hichem Hannachi         | 32 min 15 s 46 | Hallouma Jerfal                         | 42 min 52 s 70 |
| 100 m haies            |                         |                | Khouloud Haddadi                        | 16 s 00        |
| 110 m haies            | Rami Gharsalli          | 14 s 19        |                                         |                |
| 400 m haies            | -                       | -              | -                                       | -              |
| 3 000 m steeple        | -                       | -              | -                                       | -              |
| Relais 4 × 100 mètres  | Athletic Club de Sousse | 42 s 93        | Club municipal d'athlétisme de Kairouan | 51 s 98        |
| Relais 4 × 400 mètres  | -                       | -              | -                                       | -              |
| Saut en longueur       | Marouane Mansour        | 7,53 m         | Nada Cheroudi                           | 5,70 m         |
| Triple saut            | -                       | -              | -                                       | -              |
| Saut en hauteur        | -                       | -              | Wissal Douri                            | 1,50 m         |
| Saut à la perche       | Mejdi Chehata           | 4,60 m         | Dorra Mahfoudhi                         | 4,20 m         |
| Lancer du poids        | Akram Sassi             | 14,57 m        | -                                       | -              |
| Lancer du disque       | Mohamed Ali Mejri       | 52,33 m        | -                                       | -              |
| Lancer du marteau      | Mohsen Anani            | 69,07 m        | Nabiha Gaddah                           | 47,69 m        |
| Lancer du javelot      | -                       | -              | -                                       | -              |
| Décathlon              | -                       | -              |                                         |                |
| Heptathlon             |                         |                | -                                       | -              |
| 20 km marche sur route | -                       | -              | -                                       | -              |